# Interakcja (informatyka)
Interakcja (ang. interaction) – termin stosowany w kontekście oprogramowania i skryptów uruchamianych w systemach komputerowych, określający kontakt z użytkownikiem, który ma wpływ na wyświetlane informacje.